# Jungermannia borgenii
Jungermannia borgenii là một loài rêu tản trong họ Jungermanniaceae. Loài này được Gottsche miêu tả khoa học lần đầu tiên năm 1893.